# روفیات سول
روفیات سول (انگلیسی: Rofiat Sule؛ زادهٔ ۳ اوت ۲۰۰۰) بازیکن فوتبال است.
وی همچنین در تیم ملی فوتبال Nigeria national team بازی کرده‌است.